# Leptotyphlops blanfordi
Leptotyphlops blanfordi este o specie de șerpi din genul Leptotyphlops, familia Leptotyphlopidae, descrisă de Boulenger 1890. Conform Catalogue of Life specia Leptotyphlops blanfordi nu are subspecii cunoscute.